# Leenaun

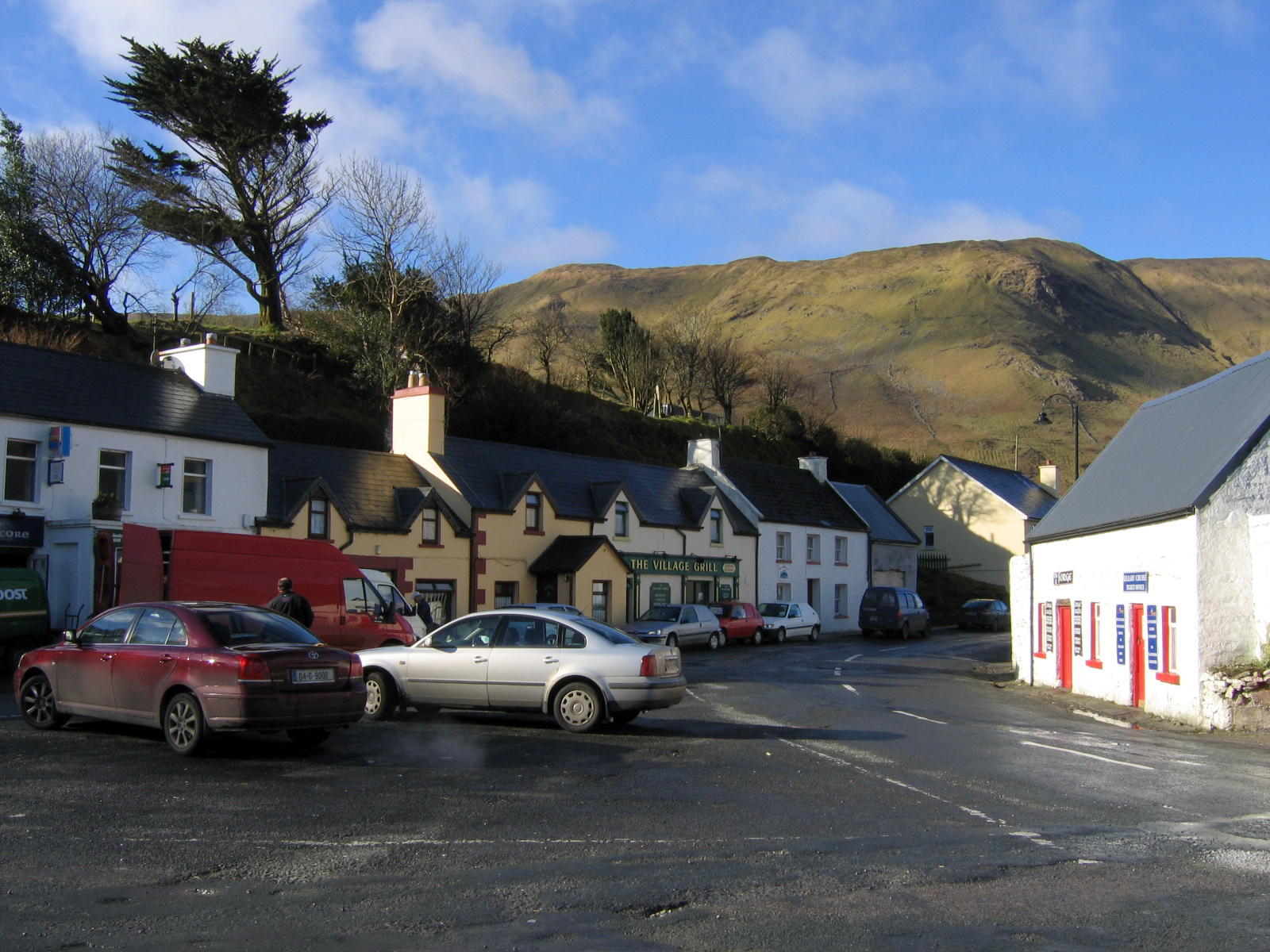
Leenaun

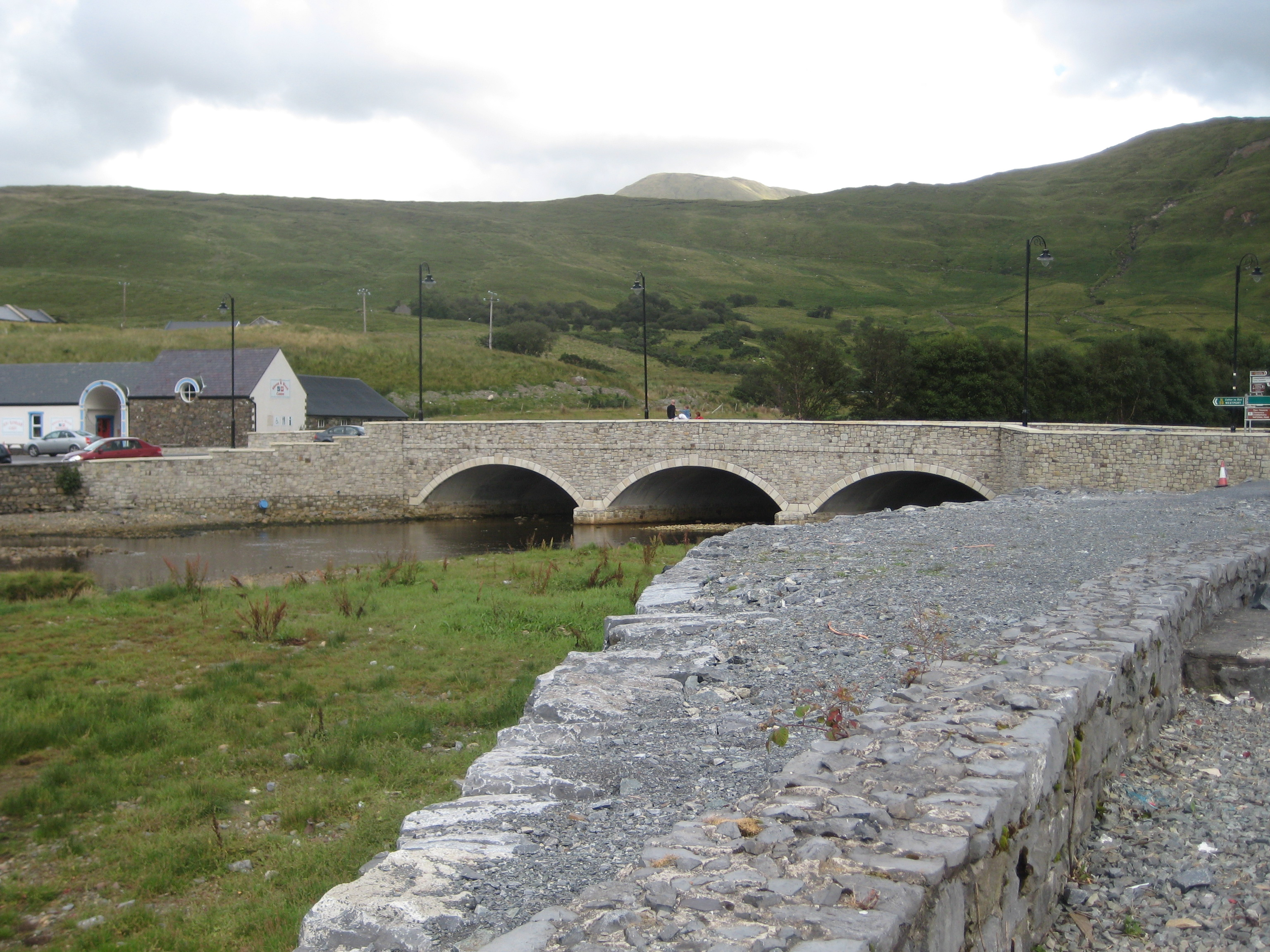
Die neue Brücke

Leenaun (irisch: An Líonán), ist ein irischer Ort in der Grafschaft Galway.
Unter den örtlichen Bewohnern ist jedoch statt des offiziellen Leenaun die alte Schreibweise Leenane weit verbreitet.

## Name und Geschichte des Ortes
Der Name Leenane leitet sich vom ursprünglichen irischen Namen des Ortes ab. An Líonán Cinn Mhara, das heißt übersetzt: „die kleine Flutungsstelle des Kopfes des Meeres“ Mit „An Líonán“ (die kleine Flutungsstelle) ist gemeint, dass diese Stelle bei Ebbe trockenfällt. Neben der kleinen Flutungsstelle gibt es auch noch eine größere an der Mündung des Erriff-Flusses in den Fjord. Beide Flüsse haben vermutlich im Laufe der Zeit Sedimente aus den Bergen herangeführt, die sich im Mündungsbereich abgelagert haben, so dass dieses Gebiet nun bei Ebbe trockenfällt. 
Um 1832 schrieb sich der Ort auf Englisch „Lenan“, später wurde daraus „Leenane“. Da es noch andere Orte in Irland gibt, die diesen Namen tragen (z. B. am Lough Swilly in Donegal und im Süden des Landes), ist die offizielle Schreibung vor einiger Zeit in „Leenaun“ umgeändert worden, was die Menschen am Ort jedoch nicht davon abhält, am gewohnten „Leenane“ festzuhalten.
Ursprünglich befand sich am heutigen Ort nur eine Straßenkreuzung. Im Laufe der Jahre entstanden dann dort eine Siedlung mit einer Reihe von Häusern, darunter auch das seit dem 19. Jahrhundert beliebte Leenane Hotel.
Im Juli 1903 wurde Leenane zum Schauplatz eines historischen Ereignisses. Zum ersten Mal besuchte nach 700 Jahren ein englischer König Connemara, die dünnbesiedelte Gegend im äußersten Westen Irlands. König Eduard VII. kam zwei Jahre nach dem Tod von Königin Victoria mit seiner Frau Victoria und seiner Tochter Alexandra auf der königlichen Yacht in den Killary-Fjord und ging in Leenane an Land. Für die einsame Gegend war dies ein Großereignis und ca. 20 000 Menschen sollen damals zusammengeströmt sein, um den König zu Gesicht zu bekommen. Edward soll mit seinen Begleitern eine Weile durchs Dorf gelaufen und dann über Land weiter nach Kylemore und Sráid Salach (Recess) gefahren sein. Die königliche Familie war von der Gegend so angetan, dass es sogar Überlegungen gab, das Schloss Kylemore zu kaufen; allerdings scheiterten die Pläne an den hohen Unterhaltskosten des Schlosses.

## Lage und Sehenswürdigkeiten
Der Ort ist am Kopf von Irlands einzigem Fjord, Killary Harbour, im nördlichen Connemara gelegen.
Sehenswürdigkeiten in der Nähe sind das Maam Valley und das Delphi Valley sowie der Fjord selbst. In Leenaun endet die Regionalstraße R336, die, von Galway ausgehend, durch Connemara läuft und hier in die N59 mündet. Die über 100 Jahre alte Brücke der N59 über den Leenane-Fluss brach im Jahre 2007 nach heftigen Regenfällen zusammen und wurde 2009 durch eine neue Brücke ersetzt.
Im Ort gibt es ein Kulturzentrum mit Wollmuseum (sheep & wool centre) und es können mit einem Ausflugsschiff Fahrten auf dem Fjord unternommen werden. Auf dem Killary-Fjord lassen sich zuweilen sogar Delphine beobachten, die den Lachsen Richtung Erriff-Fluss folgen. Ebenfalls sind Otter zu sehen.
Der 250 km lange Fernwanderweg Western Way, auf Irisch Slí an Iarthar genannt, läuft durch die Grafschaften Galway und Mayo läuft. Von Kylemore kommend, führt er auf der N59 entlang des Killary-Fjords mitten durch Leenane weiter Richtung Mayo.
Wie die Aasleagh Falls war auch Leenaun Filmkulisse für den 1990 gedrehten Film „Das Feld“ mit Richard Harris.

## Örtliche Aktivitäten
Von der Gemeinde werden übers Jahr verschiedene Veranstaltungen organisiert. Anfang Mai findet für Wanderer das Connemara Mountain Walking Festival statt, bei dem über zwei Tage Wanderrouten unterschiedlicher Schwierigkeitsgrade in die näheren Umgebung sowie ein Abend mit Livemusik angeboten werden.
Im Herbst 2009 wurde zum ersten Mal das Leenane Food Festival mit der Präsentation von lokalen Leckerbissen veranstaltet. Nach einer zweiten Auflage 2010 wurde am letzten Septemberwochenende 2011 das Leenane Autumnal Festival als Nachfolger veranstaltet. Es konzentrierte sich auf alle herbstlichen Dinge, hauptsächlich auf Kulinarisches, Kunst und Handwerk, findet 2025 aber nicht mehr statt.
Dass die umliegende Gegend noch immer von Schafzucht geprägt ist, zeigen die entsprechenden Veranstaltungen in Leenane. Im Juni die Blackface Sheep Show, in der Schafe und Hunde prämiert werden. Oktober/November findet noch der Blackface Ram Fair statt, ein bedeutsames Ereignis für die Schafzüchter der Region, da hier der wichtige Austausch der Zuchtschafböcke erfolgt.

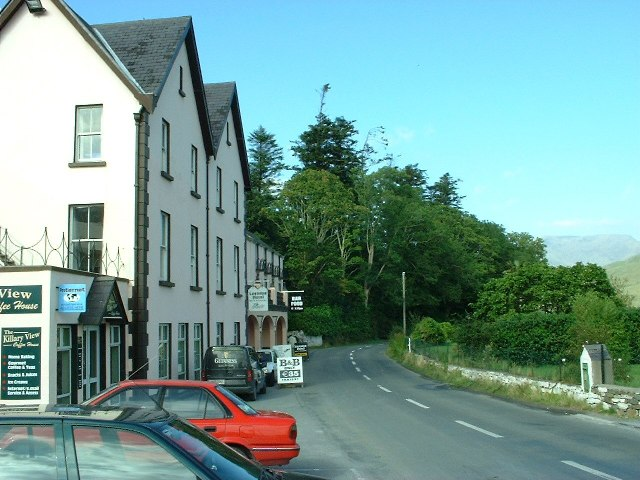
Das „Leenane Hotel“, früher „Killary View Hotel“
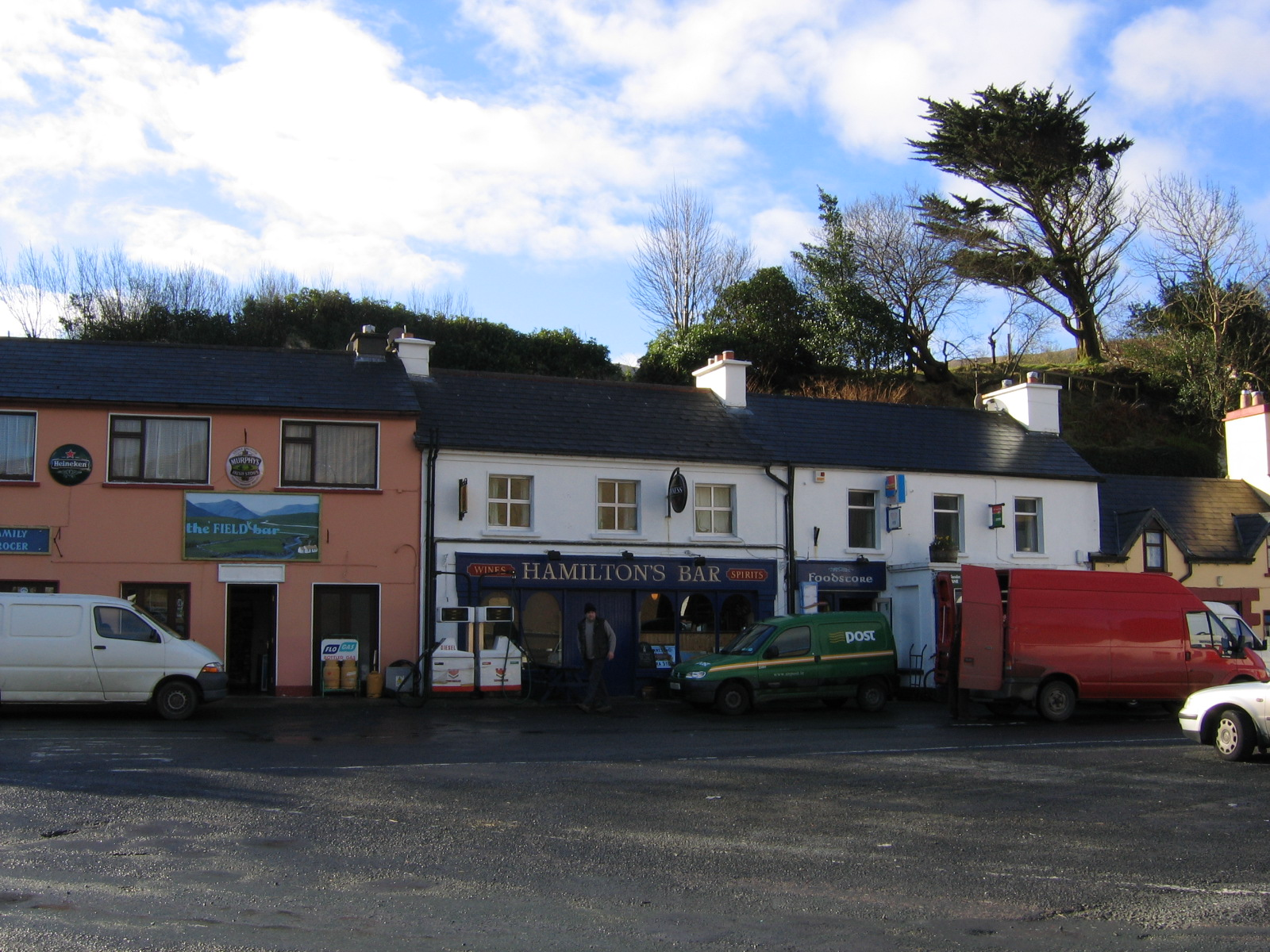
„Gaynor's“ und „Hamilton's“, Tankstelle und Postamt rechts verdeckt sind 2025 Geschichte
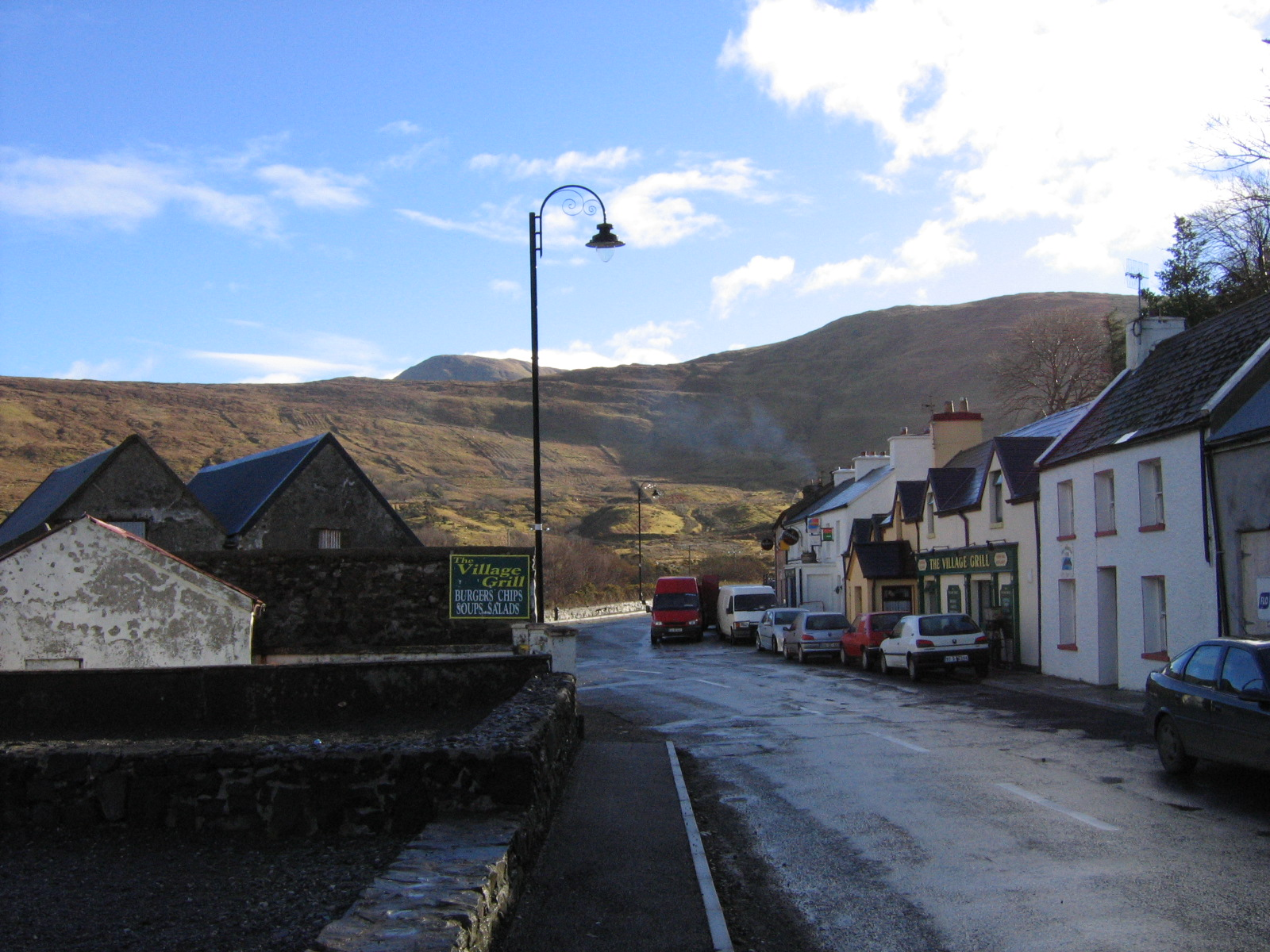
Die N59 kurz vor der Brücke
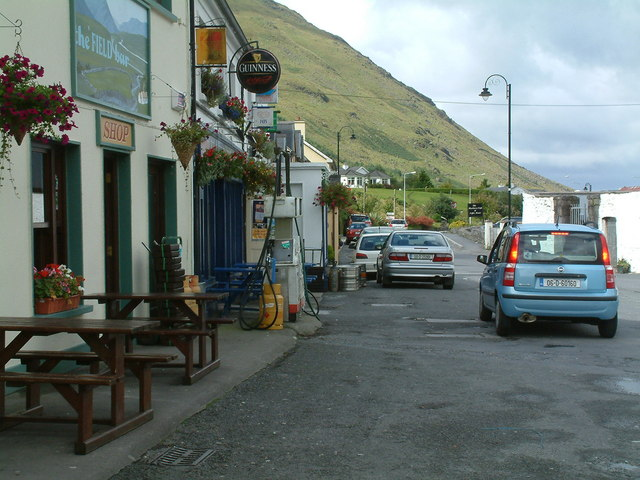
Vor „Gaynor's“ und „Hamilton's“
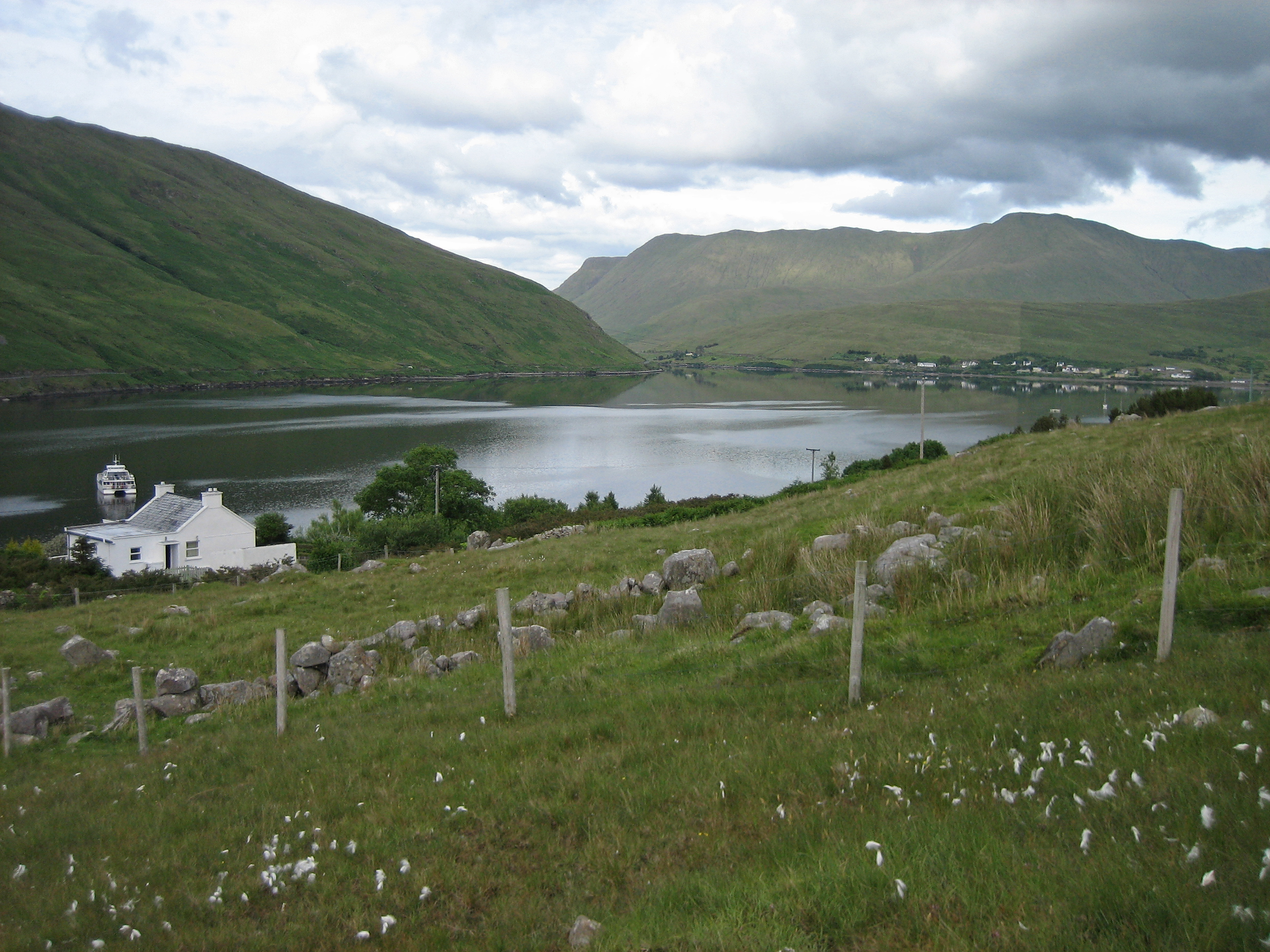
Leenane vom Killary-Fjords aus
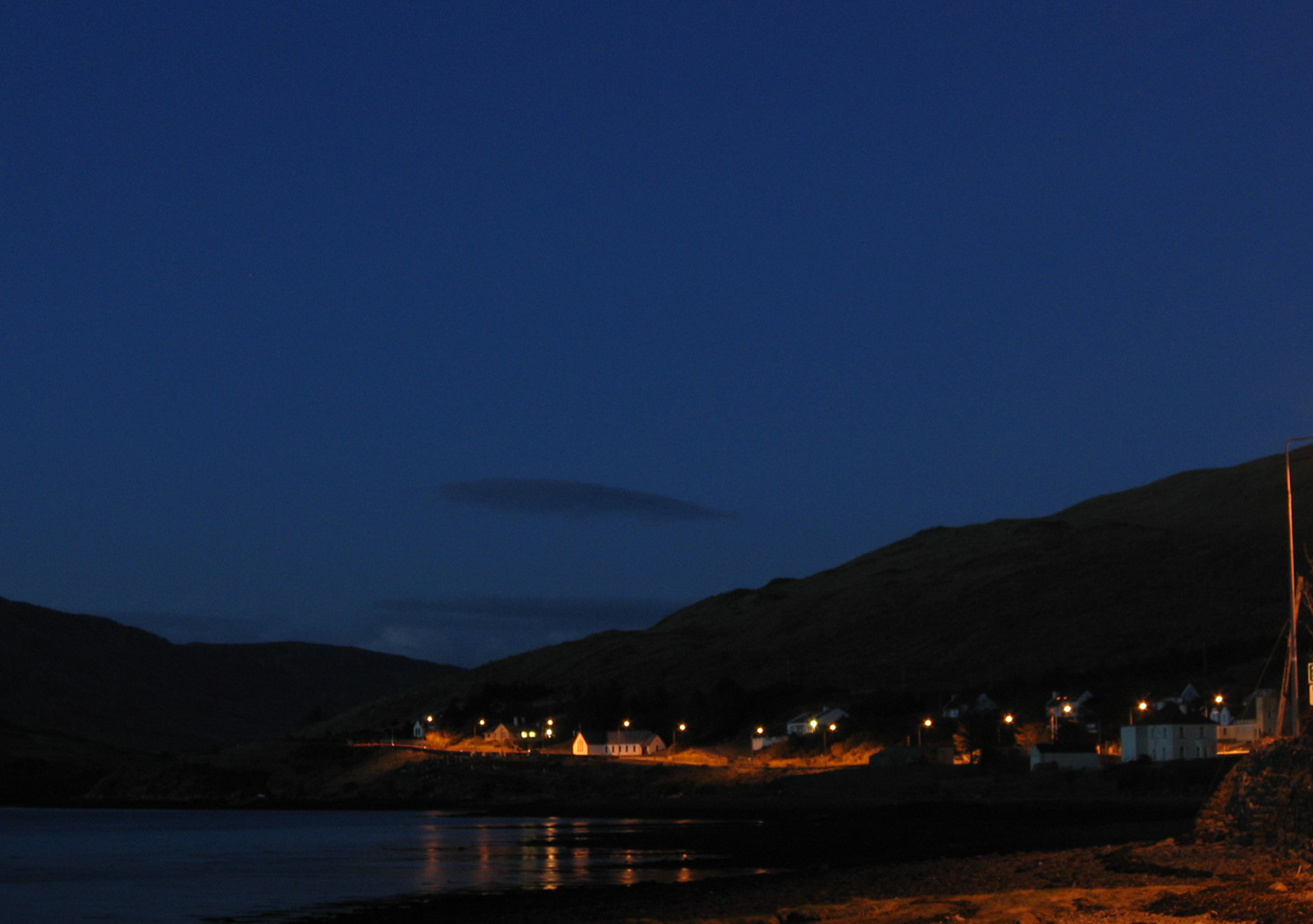
Leenane am Abend
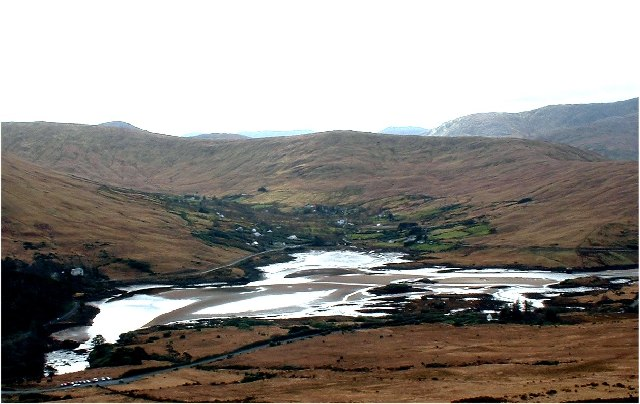
Erriff River Ästuar